# Arthur Cayley
Pour les articles homonymes, voir Cayley.
Ne doit pas être confondu avec Arthur Caley.
Arthur Cayley (16 août 1821 - 26 janvier 1895) est un mathématicien britannique. Il fait partie des fondateurs de l'école britannique moderne de mathématiques pures.

## Biographie

### Premières années
C'est à la faveur d'une visite estivale de ses parents, Henry Cayley (1768-1850) et Maria Antonia Doughty (1794-1875), qui résident alors en Russie, à Saint-Pétersbourg, qu'Arthur Cayley naît en Angleterre, à Richmond, comté de Surrey, plus précisément. La famille paternelle d'Arthur est originaire de Normandie, un aïeul, Osborne de Cailly, ayant été l'un des seigneurs engagés dans l'invasion normande de l'Angleterre en 1066. Commerçant avec la Russie, le grand-père d'Arthur, John Cayley, s'établit à Saint-Péterbourg et son fils Henry devient un membre éminent de la communauté britannique locale. En 1814, Henry Cayley épouse Maria Antonia Doughty, sa cadette de vingt-six ans, qui lui donne cinq enfants: Sophia, William-Henry, Arthur, Charles Bagot et Henrietta-Caroline. À l'instar d'autres familles de commerçants britanniques, les époux Cayley décident que leurs enfants seront éduqués à demeure, par des tuteurs. Cette éducation comprend l'apprentissage du français, la langue de la diplomatie et du commerce employée dans la ville russe, et dont Arthur fera usage toute sa vie pour lire et publier des articles mathématiques. En 1828, lorsque la famille d'Henry Cayley rentre définitivement en Grande-Bretagne, elle s'installe dans le quartier de Regent's Park, à Londres. Arthur a alors sept ans.

### Parcours scolaire
En 1831, à l'âge de dix ans, Arthur est envoyé dans un collège anglican privé, qui accueille des élèves entre huit et quinze ans prédisposés à intégrer les écoles senior d'éducation secondaire. Depuis la prime enfance, Arthur fait montre de belles aptitudes pour les mathématiques, avec une affection toute particulière pour les calculs arithmétiques. En août 1835, âgé de quatorze ans, le jeune Arthur est admis au département senior du tout récent King's College de Londres où il y a une chaire de mathématiques, occupée par le révérend Thomas G. Hall. Ancien étudiant de Cambridge, celui-ci a rédigé plusieurs ouvrages de référence, tels que le Traité sur le calcul différentiel et intégral (1839), et il initie Cayley sur les questions avancées des mathématiques. La première année d'études, Hall lui propose un cursus qui englobe « toutes les branches des mathématiques généralement enseignées à l'université ».Durant la deuxième année, Cayley découvre les sections coniques, les applications de l'algèbre en géométrie, la trigonométrie sphérique et les trois premières sections des Principia de Isaac Newton. Enfin, durant la troisième année, il se familiarise avec les équations différentielles et les parties analytiques de l'hydrodynamique, de l'optique et de l'astronomie.
La présence d'Arthur Cayley a marqué les esprits au King's College. Il est l'« éternel lauréat » qui remporte tous les prix auxquels il se présente, en mathématiques, littérature anglaise, français, études classiques et histoire. En 1838, il reçoit même la médaille d'argent de chimie, récompense d'ordinaire réservée aux étudiants universitaires. Le directeur du King's College et évêque de Chichester invite son père à lui permettre de développer ses talents mathématiques. Bientôt, on envoie ainsi Arthur à l'université de Cambridge.

### Trinity College
La rentrée au Trinity College de l'université de Cambridge a lieu en octobre 1838. Âgé de dix-sept ans seulement, Arthur Cayley est le plus jeune étudiant. Son tuteur de première année se nomme George Peacock, un des fondateurs de l'Analytical Society. Arthur doit assister aux cours de Peacock, où il apprend l'algèbre tirée de Treatise on Algebra, ponctué de références aux mathématiques continentales et à l'importance d'appliquer l'algèbre à la géométrie, soit deux constantes de la recherche mathématique future de Cayley. Dès sa jeunesse, Arthur est un lecteur infatigable. Parmi les ouvrages de mathématiques qu'il emprunte à la bibliothèque Wren du Trinity College, on trouve Géométrie descriptive (1798) de Gaspard Monge, Éléments de géométrie (1794) d'Adrien-Marie Legendre, Mécanique analytique (1811) de Joseph-Louis Lagrange, Théorie analytique des probabilités (1812) de Pierre-Simon de Laplace et Traité élémentaire de calcul différentiel et de calcul intégral (1797-1798) de Sylvestre-François Lacroix. Les années suivantes, il se repaît des œuvres mathématiques les plus remarquables, écrites par des spécialistes continentaux, notamment Augustin Louis Cauchy ou Joseph Fourier. Toujours dans la classe des élèves les plus avancés, Arthur Cayley remporte le prix du Collège et, très vite, étudiants et professeurs le considèrent comme un des candidats au titre de senior wrangler, titre qu'il remporte à l'issue de l'examen du Senate House de 1842.
Son diplôme de Bachelor of Arts de Cambridge obtenu, il se propose de devenir membre de Trinity College et dispose de trois années pour transformer son Bachelor of Arts en Master of Arts. Durant trois ans, il officie comme tuteur adjoint à Trinity College, et est élu en avril 1842 membre d'une société scientifique, la Cambridge Philosophical Society, fondée en 1819 « dans le but de soutenir la recherche scientifique ». Il remporte le prix Smith décerné en 1842. En septembre 1842, il passe brillamment l'examen d'accession au poste de membre junior de Trinity College, devenant ainsi le plus jeune lauréat du XIXe siècle. C'est au cours de cette première étape en qualité de membre de Trinity College (1842-1846) que le chercheur qui sommeille en lui se révèle pleinement. Il écrit trois articles en 1842, huit en 1843, quatre en 1844 et treize en 1845, et étudie les fonctions elliptiques, l'algèbre symbolique, les courbes et les surfaces, la géométrie analytique, la théorie d'intégration et les déterminants. Parmi les articles rédigés en 1843 et édités au CMJ, figurent « Sur l'intersection des courbes », « Sur le mouvement de rotation d'un solide rigide » et « Démonstration du théorème de Pascal ». Il donne également lecture de son premier article, « Sur la théorie des déterminants » à l'occasion d'une rencontre de la Cambridge Philosophical Society.
Sa production scientifique s'accroît rapidement et, s'il commence dès 1843 à publier aussi dans le Philosophical Magazine (PhM), il aspire à multiplier les collaborations avec d'autres revues. Du reste, l'étape suivante de sa carrière devant consister à faire connaître ses recherches aux mathématiciens du continent, il lui faut s'imposer auprès des revues européennes, dont les deux plus importantes sont Le Journal de Crelle allemand et le Journal de Liouville français. En juillet 1844, le physicien et mathématicien irlandais William Rowan Hamilton publie la première partie de son article « Sur les quaternions, ou sur un nouveau système d'imaginaires en algèbre » (PhM, 1844-1850), dans lequel sont introduits les nombres appelés quaternions. En juin 1845, lors de la réunion annuelle de la British Association for the Advancement of Science, le mathématicien John Herschel, dans son discours d'ouverture en qualité de président, cite explicitement Cayley et sa recherche sur de nouvelles structures algébriques. En juillet 1845 enfin, il est élu membre senior de Trinity College. Arthur Cayley est enfin membre de plein droit du Trinity College de l'université de Cambridge et est le seul à pouvoir se qualifier de « pur mathématicien » au sein de l'institution. En août, il effectue un voyage en Scandinavie, puis à Berlin il rencontre les mathématiciens Jakob Steiner, Lejeune Dirichlet et Jacob Jacobi. De retour à Cambridge en octobre, il est élu membre du conseil de la Cambridge Philosophical Society. Pourtant, en avril 1846, il décide de quitter le Trinity College. Profondément anglican et ne doutant pas de sa foi, il n'a cependant nulle envie de devenir pasteur de l'Église anglicane. Pour lui, seules importent les mathématiques, la recherche et les publications. Hors de question pour lui que le sacerdoce l'éloigne de cette voie.

### Avocat
À l'époque, le monde des lois était un autre débouché habituel des diplômés, en particulier pour les scientifiques qui devaient s'assurer une certaine sécurité financière pour poursuivre leurs recherches. Telle est l'option que choisit Arthur Cayley, qui intègre le Collège d'avocat de Lincoln en avril 1846. Il a pour professeur Jonathan H. Christie, pour lequel la condition de senior wrangler de son aspirant est un passeport largement suffisant. Il y mène une vie axée sur l'apprentissage du métier d'avocat, sans négliger pour autant la recherche scientifique. Il continue de travailler sur les fonctions elliptiques, les courbes et les surfaces algébriques, la théorie des invariants et ses applications en géométrie, ainsi que les déterminants. durant toutes ces années, il reste en contact étroit avec William Thomson (Lord Kelvin), son ami depuis Cambridge, et George Boole. Sous forme épistolaire, ils échangent sur des questions liées à leurs recherches communes, notamment la théorie de l'intégration, l'optique ou les équations différentielles de la dynamique. Il se forme autour d'Arthur Cayley un petit groupe de mathématiciens dont il est le lien. Outre Boole, qui vit à Cork (Irlande) et James Joseph Sylvester, à Londres, Thomas Kirkman, de Lancaster, et George Salmon à Dublin rejoignent ce groupe. La collaboration scientifique entre eux demeure très étroite, ils réfléchissent et discutent de leurs recherches, partagent idées et conjectures, et s'épaulent quand ils rencontrent des problèmes. Mais Cayley ne néglige pas pour autant le droit. Durant l'été 1849, ayant reçu le titre d'avocat, il devient membre de la Société du Collège d'avocats de Lincoln où il concilie de 1849 à 1863, ses recherches avec le travail légal. C'est de cette époque que, du statut de jeune mathématicien formé à Cambridge, il passe à celui de scientifique confirmé et reconnu par la communauté scientifique britannique. Pendant toutes ces années, il publie aussi près de 250 articles, dont certains parmi les plus importants de sa production scientifique. Avec James Sylvester et George Salmon, il fait de la théorie des invariants un des thèmes majeurs de la recherche mathématique de l'époque. Puis il entame son imposante série de mémoires sur les « quantiques », rédige les travaux autour des matrices, multiplie les contributions à la théorie des fonctions symétriques des racines d'une équation, introduit le concept de groupe et se penche sur les fonctions liées à l'optique, l'astronomie ou la dynamique. En juillet 1850, Arthur — 29 ans — a la responsabilité de devenir chef de famille : son père vient de mourir. Durant une année, il retourne vivre dans la demeure familiale londonienne auprès de sa mère et de ses frères et sœurs, dont aucun n'est encore marié. Le 3 juin 1852, Cayley est élu membre de la Royal Society. Rapidement, il s'engage auprès des différents comités et entre au conseil de l'institution en 1859, l'année de la publication de son sixième mémoire sur les quantiques, et de l'octroi de la médaille royale dont il est gratifié. Il entame alors une collaboration active avec la British Association for the Advancement of Science. Puis, en 1857, il devient membre de la Royal astronomical Society, puis de son conseil. Malgré l'importance des recherches mathématiques de Cayley, leur reconnaissance à l'échelle européenne et leur poids scientifique en Grande-Bretagne, un personnage aussi renommé ne bénéficie pas d'un poste à l'université où il pourrait se consacrer entièrement à la recherche. En quête d'une position en son sein, il commence, faute de mieux, à dispenser des cours à la toute récente section d'enseignement pour adultes du King's College de Londres. Finalement, en 1863, il obtient une chaire qui vient d'être créée à l'université de Cambridge.

### Professeur
Arthur Cayley est taillé sur mesure pour occuper la chaire Sadleirian de mathématiques pures, où il est élu le 10 juin 1863, à l'âge de 41 ans. L'obtention de cette chaire — qu'il occupera jusqu'à la fin de sa vie — marque le début d'une période de stabilité durant laquelle il peut se concentrer, d'une part, sur la recherche mathématique, mais d'autre part, sur sa vie personnelle. Le 8 septembre 1863 il épouse Susan Moline, fille d'un banquier de Greenwich, avec laquelle il aura deux enfants, Mary et Henry. Si le salaire de la chaire est modeste, il permet cependant à Cayley de mener une vie confortable et tranquille, vouée à la science. La famille Cayley vient s'établir dans la demeure de Garden House, à Cambridge, où Arthur organise sa bibliothèque et son espace de travail, et mène un grand nombre de ses activités scientifiques. C'est un mariage heureux. Susan prend part à nombre des activités scientifiques et sociales de son époux et, comme lui, milite en faveur de l'éducation des femmes. En termes d'enseignement, les obligations de la chaire consistent en un cours par année académique, nombre qui sera porté à deux quelques années plus tard. Cayley choisit lui-même les thèmes de ses cours et en change tous les ans. Ses cours, comme ceux d'autres professeurs, attirent relativement peu d'étudiants, ce qui ne l'empêche pas d'avoir une grande influence sur beaucoup d'élèves brillants, notamment William Kingdon Clifford, James Glaisher, Peter Guthrie Tait, Alfred Kempe, Karl Pearson, Andrew Forsyth ou Charlotte Scott. Nombre de confrères et d'amis de Cayley critiquent sa réticence à se consacrer à des questions pratiques, de mathématique appliquée ou de physique mathématique. Demeurant fidèle aux mathématiques théoriques, il n'en aide pas moins ses confrères pour les aspects purement mathématiques de leurs travaux spécialisés : John Couch Adams (astronomie), George Gabriel Stokes (dynamique, optique et physique mathématique), James Clerk Maxwell (électromagnétisme et électricité), Francis Galton (statistiques), Isaac Todhunter (élasticité) ou lord Rayleigh (diffraction de la lumière, élasticité, électricité).
Devenu titulaire de la chaire Sadleiran, il dispose de temps pour se consacrer à la recherche et entreprend de rédiger des mémoires plus fournis sur les thématiques auxquelles il travaille. Toujours actif au sein de la vie scientifique anglaise, il se rend régulièrement à Londres pour participer aux différents comités et conseils de sociétés dont il est membre, acquérant de plus en plus de responsabilités à la British Association for the Advance of Science, notamment au sein des commissions sur les tables mathématiques, afin de les inventorier, de les corriger et de les réimprimer, ou encore sur la notation mathématique, entre autres. L'année 1865 voit la fondation de la London Mathematical Society, dont Cayley est membre du directoire, puis président de 1868 à 1870. Il préside également la Royal Astronomical Society entre 1872 et 1874. En 1872, il est élu membre honoraire de Trinity College et, en 1875, membre ordinaire, fonctions qu'il va exercer jusqu'à la fin de sa vie.
Il a dirigé les thèses de Henry Frederick Baker, Andrew Forsyth et Charlotte Scott.

### Dernières années
Désormais âgé, Cayley n'en poursuit pas moins sans relâche les recherches sur ses chères mathématiques : théorie des invariants, matrices, groupes, fonctions elliptiques, théorie des arbres, géométrie analytique ou géométries non-euclidiennes. Il ne cesse d'ailleurs pas de participer à d'innombrables comités de l'université de Cambridge. Dans les années 1880, primordiales pour l'éducation des femmes, non seulement il soutient cette cause, mais aussi il y prend part en tant que président du comité de Newham College. C'est à cette époque que se déclarent ses problèmes de santé, lesquels s'aggravent à la fin de la décennie. Il souffre d'un cancer de la prostate. En 1892, sa santé s'étant encore aggravée, il vit pratiquement confiné chez lui à Garden House. Il travaille alors à l'édition du cinquième volume de ses œuvres complètes (treize tomes, dont 966 articles et un livre). En dépit de sa maladie, il publie encore quarante articles en trois ans. Il meurt le 26 janvier 1895 à l'âge de 74 ans. Ses funérailles se tiennent le 1er février, en la chapelle de Trinity College.

## Œuvre
Le premier article de la longue et fructueuse carrière d'Arthur Cayley porte « Sur un théorème de la géométrie de position [projective] », publié dans le Cambridge Mathematical Journal (en) en 1841, alors que le mathématicien est encore étudiant de premier cycle. Cette publication est intéressante, car elle aborde le premier exemple d'une des lignes fondamentales de ce qui va être la future recherche mathématique de Cayley : l'application de l'algèbre à l'étude de la géométrie. Il y introduit en outre la notation moderne des déterminants, lignes verticales sur les côtés de la « matrice des nombres », et déterminants d'une entité propre et générale, adaptable à tous les domaines dans lesquels on travaillait alors avec ce concept.
Les déterminants comme celui qui figure dans son article « Sur un théorème de la géométrie de position » sont appelés « déterminants de Cayley-Menger ». Ils ont donné naissance à la théorie  connue sous le nom de « géométrie de la distance », laquelle connaît des applications en biologie, chimie, physique, arpentage, cartographie ou réseaux de capteurs. Cet article marque le début de la période britannique en matière de recherche sur les déterminants, ainsi qu'une habitude, chez ces mathématiciens, à exprimer des relations géométriques au moyen de ceux-ci.
En 1844, il rédige sa célèbre étude « Chapitres sur la géométrie analytique à n dimensions », et adresse à la revue de Liouville le « Mémoire sur les courbes du troisième ordre » , suivi de six autres en 1845. Cette même année, la revue de Crelle publie son premier travail. C'est à cette époque qu'est formulée la théorie des invariants. George Boole a publié deux articles sous le titre « Exposition d'une théorie générale des transformations linéaires » (CMJ, 1841) dans lesquels il avance l'idée d'invariance. Comprenant que l'invariance peut être un puissant outil à appliquer en géométrie analytique, Cayley écrit à Boole en juin 1844 et lui envoie plusieurs formules en rapport avec ses articles, et c'est ainsi que débute entre eux un échange épistolaire fructueux. À partir des articles de Boole, il publie les deux travaux considérés comme fondateurs de la théorie des invariants : « Sur la théorie des transformations linéaires (CMJ, 1845) » et « Sur les transformations linéaires (CMJ, 1846) ». L'annonce de Hamilton sur les quaternions éveille l'intérêt de Cayley, qui interrompt sur-le-champ son travail sur les invariants, publie « Sur certains résultats relatifs aux quaternions » (PhM, 1844) et introduit les octonions dans un article intitulé « Sur les fonctions elliptiques de Jacobi, en réponse au révérend Bronwin ; et sur les quaternions » (PhM, 1845).
Dans son article « Observations sur la notation des fonctions algébriques » (Crelle, 1855), Cayley envisage les matrices comme une façon abrégée d'écrire beaucoup d'équations en une seule. Il anticipe ainsi ce qui va être le produit de matrices. En 1858, il publie l'article qui jette les bases de la nouvelle théorie des matrices, « Mémoires sur la théorie des matrices » (Philosophical Transactions of the Royal Society, PhTRS), dans lequel il introduit les lois formelles de l'algèbre des matrices et formule le fameux théorème de Cayley-Hamilton, qui dit que toute matrice carrée annule son polynôme caractéristique.
Arthur Cayley collabore avec George Salmon pour étudier les lignes droites contenues dans une surface cubique, c'est-à-dire une surface donnée par une équation algébrique du troisième degré. La théorie des invariants est également un des thèmes auxquels ils collaborent ensemble avec Sylvester. En 1850, Thomas Kirkman propose le « problème des demoiselles de Kirkman » dans son article « Sur un problème de combinatoire », où il étudie les systèmes triples, connus plus tard comme système de triplets de Steiner, encore que « de Kirkman » serait plus juste. En 1850, Cayley publie la première solution à ce problème dans un article intitulé « Sur les dispositions par groupes de trois, de sept et de quinze objets » (PhM).
Deux éléments sont à l'origine de l'intérêt d'Arthur Cayley pour le problème de l'énumération des graphes en arbre. Le premier, issu des mathématiques pures, est sa recherche sur le calcul différentiel. Le second correspond des années plus tard à un regain d'intérêt pour la question afin de résoudre une question plus pratique : l'énumération de structures en chimie organique. Il est ainsi le premier mathématicien du XIXe siècle à relier les graphes aux formules moléculaires, dans son article « sur la théorie des formes analytiques appelées arbres » (PhM, 1857). Dans les années 1870, le chimiste allemand Carl Schorlemmer lui écrit et lui demande « Se pourrait-il qu'il existe des composés chimiques différents dont les molécules soient composées du même nombre d'atomes de carbone et d'hydrogène, mais avec une structure différente ? ». Immédiatement, Cayley rédige « Sur les mathématiques des isomères » (PhM, 1874). Son résultat le plus prestigieux sur le problème de l'énumération des arbres, connu sous le nom de formule de Cayley, établit que le nombre d'arbres étiquetés avec n sommets est {\displaystyle n^{n-2}}. il figure dans son article « Théorème des arbres » (QJPAM, 1889).
La recherche d'Arthur Cayley sur la théorie des invariants l'amène sur d'autres questions ayant un rapport avec elle. Ainsi, il s'intéresse à l'étude de la théorie des partitions comme outil de calcul des invariants algébriques. C'est un sujet sur lequel se penchent plusieurs spécialistes britanniques au XIXe siècle, dont Cayley, Sylvester, Kirkman, et le mathématicien amateur et militaire Percy Alexander MacMahon.
La théorie des invariants, branche de l'algèbre moderne née en Grande-Bretagne au milieu du XIXe siècle, est fondamentalement mise au point par Cayley et Sylvester. D'autres mathématiciens de cette école sont les Irlandais, George Salmon et George Boole, les Allemands Carl Jacobi et Otto Hesse, et le Français Charles Hermite. Dans son article « Exposition de la théorie générale des transformations linéaires » (1841), Boole analyse pour la première fois, au travers de l'idée d'invariance, les rapports entre les polynômes homogènes de degré n à deux variables et les transformations linéaires. Cet article retient l'attention de Cayley, intéressé en particulier par la possibilité que l'invariance algébrique puisse contribuer à résoudre les équations polynomiales et ait des applications en géométrie analytique. Durant l'étape britannique de la théorie des invariants, Cayley s'attelle à deux problèmes : 
1. Le calcul des invariants (au sens large, invariants et covariants) concrets des formules binaires, ainsi que l'obtention de méthodes pour les générer.
2. La mise au point, si possible, d'un système complet d'invariants, c'est-à-dire d'un groupe fini d'invariants, de manière à obtenir les autres comme autant d'expressions polynomiales de ceux-ci.

Lorsque Cayley, inspiré par les deux articles de Boole, entreprend d'étudier les invariants des formes polynomiales homogènes, dans son article « Sur la théorie des transformations linéaires », il pose l'invariance dans un cadre plus général et introduit le concept de « multi-déterminant » comme outil devant permettre d'obtenir de nouveaux invariants des formes binaires. Durant les années 1850, on va découvrir les quatre invariants, G, Q, U, W, de degrés 4, 8, 12 et 18, qui forment un système complet des invariants de la quintique.
Dans un article intitulé « Chapitres sur la géométrie analytique à n dimensions » (CMJ, 1843), Cayley est le premier à parler de géométrie n-dimensionnelle et à poser la nécessité d'une étude systématique des espaces multidimensionnels, qu'il mène d'ailleurs dans des domaines aussi variés que l'analyse, la dynamique, l'algèbre ou la géométrie. Il soutient que les espaces géométriques de dimension n sont une généralisation naturelle des espaces de dimension deux et trois, aussi, distingue-t-il l'espace physique de l'espace mathématique. Pour lui, l'espace mathématique existe, sans être « vraiment réel ». En Grande-Bretagne, le développement de la géométrie projective, grâce à Cayley, Salmon et d'autres mathématiciens, est analytique, à l'exemple des Allemands Möbius et Julius Plücker. La géométrie analytique est l'un des domaines de recherche et d'intérêt majeurs de Cayley. Un des résultats classiques de la géométrie projective est le théorème de Pascal, que Cayley démontre par deux fois en 1843. La première de ces démonstrations, parue dans l'article « Sur l'intersection des courbes » (CMJ) repose sur l'intersection de courbes cubiques. Il obtient lui-même le théorème de Cayley-Bacharach qui dit que « si une courbe du troisième degré passe par huit des points d'intersection de deux autres courbes cubiques, alors elle passera également par le neuvième point d'intersection ».
La première définition de groupe, ainsi que les premières recherches à ce propos, se produisent dans les années 1850 ; Arthur Cayley en est l'auteur, à travers trois travaux rassemblés sous le titre « Sur la théorie des groupes, en fonction de l'équation symbolique   {\displaystyle \theta ^{n}=1} » (PhM, 1854 et 1859). Il introduit le concept de « groupe » de manière abstraite, comme un ensemble de symboles ; autrement dit, peu importe la nature de ses éléments, qu'il s'agisse de permutations, de transformations, de nombres ou d'un autre type d'éléments, dès lors qu'une série d'axiomes se vérifie. Il donne une définition proche de la notion moderne de groupe, dans la mesure où il exige d'un groupe d'avoir la notion d'associativité et que la loi soit interne : « The symbols {\displaystyle \theta ,\phi ..} are in general such that {\displaystyle \theta .\phi \chi =\theta \phi .\chi }, so that {\displaystyle \theta \phi \chi ,\theta \phi \chi \omega }, &c. have a definite signification independant of the particular mode of compounding the symbols [...] such that the product of any two of them belongs to the set ». En outre, il introduit le concept de table d'un groupe, c'est-à-dire la table qui décrit les opérations entre les éléments du groupe fini, connue sous le nom de table de Cayley. En 1878, dans l'article « Sur la théorie des groupes » (Proceedings of the London Mathematical Society), il publie un important résultat relatif à cette théorie, connu sous le nom de théorème de Cayley,
D'autres notions portent aussi son nom :
- algorithme de Cayley-Purser (en) ;
- construction de Cayley-Dickson ;
- déterminant de Cayley-Menger ;
- modèle de Cayley-Klein ;
- transformation de Cayley ;

## Honneurs
Dans la Grande-Bretagne du XIXe siècle, Arthur Cayley devient le symbole par excellence du mathématicien pur. Son travail scientifique est largement reconnu dans son pays, mais aussi dans le reste du monde.
Il est nommé docteur honoris causa par les universités d'Oxford, de Dublin, d'Édimbourg, de Göttingen, de Heidelberg, de Leiden et de Bologne. Le président français Sadi Carnot lui décerne la légion d'honneur.
Il est membre des sociétés scientifiques les plus importantes du continent, comme l'Institut français, les académies de Berlin, Göttingen, Saint-Pétersbourg, Milan, Rome, Leiden, Uppsala et de Hongrie.
En Grande-Bretagne, il est membre de la Royal Society, l'Académie royale d'Irlande et de la Royal Society of Edinburgh, et il préside la Royal Astronomical Society, la Cambridge Philosophical Society, la British Society for Advancement of Science (en 1883) et la London Mathematical Society.
À son retour des États-Unis, en 1882, Cayley reçoit la médaille Copley « pour ses recherches vastes, approfondies et nombreuses en mathématiques pures ». Deux ans plus tard, celle-ci est suivie par la première médaille De Morgan pour ses travaux sur la théorie des invariants.
L'astéroïde (16755) Cayley a été nommé en son honneur.